# Stephen Sambu
Stephen Sambu (7 juli 1988) is een Keniaanse atleet, die is gespecialiseerd in de lange afstand. Met een persoonlijk record van 26.54,61 op de 10.000 m behoort hij tot de snelste atleten ter wereld op deze afstand. In 2016 won hij de halve marathon van New York. In 2014 en 2015 leverde hij de beste wereldjaarprestatie op de 10 km.

## Persoonlijke records
Outdoor
| Onderdeel      | Prestatie | Datum           | Plaats    |
| -------------- | --------- | --------------- | --------- |
| 5000 m         | 13.21,14  | 1 mei 2016      | Palo Alto |
| 10.000 m       | 26.54,61  | 30 mei 2014     | Eugene    |
| 10 km          | 27.25     | 22 juni 2014    | Boston    |
| 20 km          | 58.00     | 15 maart 2015   | New York  |
| halve marathon | 1:00.41   | 13 oktober 2013 | Boston    |
| marathon       | 2:11.07   | 8 oktober 2017  | Chicago   |

Indoor
| Onderdeel | Prestatie | Datum            | Plaats       |
| --------- | --------- | ---------------- | ------------ |
| 3000 m    | 7.51,59   | 28 januari 2012  | Fayetteville |
| 5000 m    | 13.13,74  | 11 februari 2012 | New York     |

## Palmares

### 3000 m
- 2012:  Dual in the Desert in Tucson - 8.13,69

### 5000 m
- 2012:  Stanford Invitational in Palo Alto - 13.31,51

### 10.000 m
- 2014: 4e Prefontaine Classic - 26.54,61
- 2016: 4e Prefontaine Classic - 26.58,25

### 5 km
- 2011:  Applied Materials Silicon Valley Turkey Trot in San Jose - 13.37
- 2012:  Applied Materials Silicon Valley Turkey Trot in San Jose - 13.28
- 2013: 5e BAA in Boston - 13.47
- 2013:  Miles for Meso in Alton - 13.21
- 2013:  Oyster Bay Turkey Trot - 14.03,8
- 2014:  BAA in Boston - 13.27
- 2014:  Oyster Bay Turkey Trot - 13.42,5
- 2015:  BAA in Boston - 13.23
- 2015:  Oyster Bay Turkey Trot - 13.42,0
- 2016:  BAA in Boston - 13.44

### 10 km
- 2013:  Healthy Kidney in New York - 28.01,9
- 2013:  BAA in Boston - 28.06
- 2014:  Healthy Kidney in New York - 27.39
- 2014:  BAA in Boston - 27.25
- 2015:  World's Best in San Juan - 28.56
- 2015:  Great Manchester Run - 27.30
- 2015:  Healthy Kidney in New York - 28.12,5
- 2015:  BAA in Boston - 28.21
- 2015:  New Balance Falmouth Road Race - 28.49 +
- 2016:  World's Best in San Juan - 27.48
- 2017:  World's Best 10K in San Juan - 28.34

### 10 Eng. mijl
- 2013: 4e Credit Union Cherry Blossom - 46.59
- 2014:  Credit Union Cherry Blossom - 45.29

### halve marathon
- 2013:  halve marathon van Carlsbad - 1:03.02
- 2013:  halve marathon van Boston - 1:00.41
- 2014:  halve marathon van Carlsbad - 1:02.13
- 2014:  halve marathon van New York - 1:01.08,4
- 2014: 4e halve marathon van Boston - 1:02.00
- 2015:  halve marathon van New York - 1:01.07
- 2015:  halve marathon van Boston - 1:01.18
- 2016:  halve marathon van New York - 1:01.16
- 2017: 5e marathon van Chicago - 2:11.07
- 2018: 7e halve marathon van Houston - 1:00.41
- 2018: 15e halve marathon van New York - 1:04.17

### marathon
- 2016: 5e Chicago Marathon - 2:13.35
- 2017: 5e Chicago Marathon - 2:11.07